# اختلال‌های مرتبط با مصرف مواد
مصرف مواد هنگامی به یک اختلالِ روان شناختی تبدیل می‌شود که فرد از لحاظ جسمانی یا روانشناختی به ماده‌ای وابستگی پیدا کند. در DSM-IV طبقهٔ اختلال مرتبط با مصرف مواد به دو طبقهٔ کلی تقسیم می‌شود: سوء مصرف مواد و وابستگی به مواد.
سوء مصرف مواد را هنگامی می‌توان به کاربرد که مصرف مواد با کارکرد اجتماعی یا شغلی فرد تداخل کند. هر گاه فردی سراسر روز را به مستی بگذراند یا نتواند مصرف خود را کاهش دهد یا هرگاه الگوی مصرف به رفتار نامتعدل، تکانشی یا پرخاشگرانه منجر شود، او را می‌توان به عنوان مصرف کننده سوء الکل در نظر گرفت.
مصرف مواد هنگامی به وابستگی به مواد تبدیل می‌شود که این الگوی مصرف، نه تنها با کارکرد اجتماعی و شغلی تداخل کند، بلکه همچنین به واکنش‌های جسمانی تحمل مواد (نیاز به مواد بیشتر برای رسیدن به همان اثر اولیه) یا نشانه‌های ترک (واکنش‌های جسمانی که هر گاه مصرف دارو قطع شود، بروز می‌کنند) منجر شود.